# 中国国民党湖南省党部
中国国民党湖南省党部，是中国国民党湖南省的省级党部，于1925年至1949年间存在。

## 历史
| 1923      | 联俄容共                 |
| 1924      | 成立湖南省党部           |
| 1924      | 第一次全国代表大会       |
| 1925      | 召开湖南省第一次代表大会 |
| 1926      | 北伐军占领长沙           |
| 1927      | 清党                     |
| 1928      | 整理党务                 |
| 1929–1946 |                          |
| 1947      | 与三青团合并             |
| 1948      |                          |
| 1949      | 解放军占领长沙           |

1912年9月，中国国民党湖南支部成立，谭延闿任部长。该支部是由清末民初先后成立的中国同盟会、统一共和党、国民公党、国民共进会、湖南民社、辛亥俱乐部等政治团体合并成立。不久，汤芗铭等人主政湖南，压制中国国民党湖南支部停止了活动。1921年，孙中山委任覃振为部长，到湖南整理支部，但是在赵恒惕的压制下，组织活动仍然很少。1923年4月，中国国民党中央派夏曦、刘少奇回湖南，与覃振秘密重组中国国民党湖南地方组织，随后在长沙、安源、宁乡等地陆续成立四大分部。1923年9月，在长沙成立总支部，由夏曦、何叔衡等人组成，内设总务科、党务科、财务科、宣传科、交际科共5个科。1924年4月，在长沙成立中国国民党湖南临时省党部。
1925年5月25日至6月1日，中国国民党湖南省第一次全省代表大会在长沙秘密召开，正式成立中国国民党湖南省党部，李荣植、夏曦、李维汉担任常委。1926年7月，北伐军光复湖南省，中国国民党湖南省党部乃开始公开活动。
1927年5月21日，许克祥在长沙发动“马日事变”，国共合作的中国国民党湖南省党部被打散。1927年5月24日，湖南的中国国民党右派人士组织成立中国国民党湖南省救党委员会。1927年6月24日，武汉中国国民党中央派遣唐生智回湖南，解散了中国国民党湖南省救党委员会。1927年7月4日，唐生智等人奉命另行组成中国国民党湖南省党部改组委员会，重新登记湖南省的中国国民党党员，并且改组各级党部。改组委员会下设秘书处以及组织部、宣传部、农民部、工人部、商民部、青年部、妇女部共7个部。1927年12月31日，改组委员会发表《中国国民党湖南省党部改组委员会布告》（署名为“常务委员李荣植、尹松乔、李毓尧、黄贞元，组织部长李毓尧”），布告内还有《附开中国国民党湖南省党员登记条例》。1928年2月，“西征军”进入湖南，中国国民党湖南省党部改组委员会结束。另组中国国民党湖南省临时党务指导委员会。1928年4月，正式成立中国国民党湖南省党务指导委员会，下设秘书处及组织部、宣传部、训练部共3个部。1928年5月，增设民众训练委员会，1929年7月奉令将民众训练委员会撤销并入训练部。
1931年9月，中国国民党湖南省第三次全省代表大会举行，选举产生了第三届执行、监察委员候选人。后来报经中国国民党中央圈定，何键、彭国钧等人出任执行委员、监察委员，并于1932年2月和3月先后宣誓就任。执行委员会以何键等3人任常务委员，下设组织科、宣传科、训练科共3个科。1934年4月，中国国民党湖南省第四次全省代表大会举行，选举产生了第四届执行、监察委员会，其内部组织没有改变。1936年，第四届执行、监察委员会奉命停止活动，由中国国民党中央派特派委员来湖南主持党务。1938年，特派委员制取消，改成主任委员制，并且恢复省执行委员会，但是主任委员和委员仍然由中国国民党中央直接遴派。下设组织科、宣传科、民训科、总务科共4个科。此后由于抗日战争，中国国民党湖南省党部辗转迁徙多地，全省代表大会一直没能举行。1946年9月，中国国民党湖南省第五次全省代表大会在长沙举行，选举产生了第五届执行、监察委员会。1949年8月湖南和平解放，中国国民党湖南省党部随之结束。